# Albert Bedane
Albert Bedane (Angers, 1893 – 1980) è stato un patriota francese naturalizzato britannico.
Visse a Jersey durante l'occupazione tedesca nella seconda guerra mondiale e fornì rifugio a una donna ebrea e ad altri, impedendone la cattura da parte dei nazisti.

## Biografia

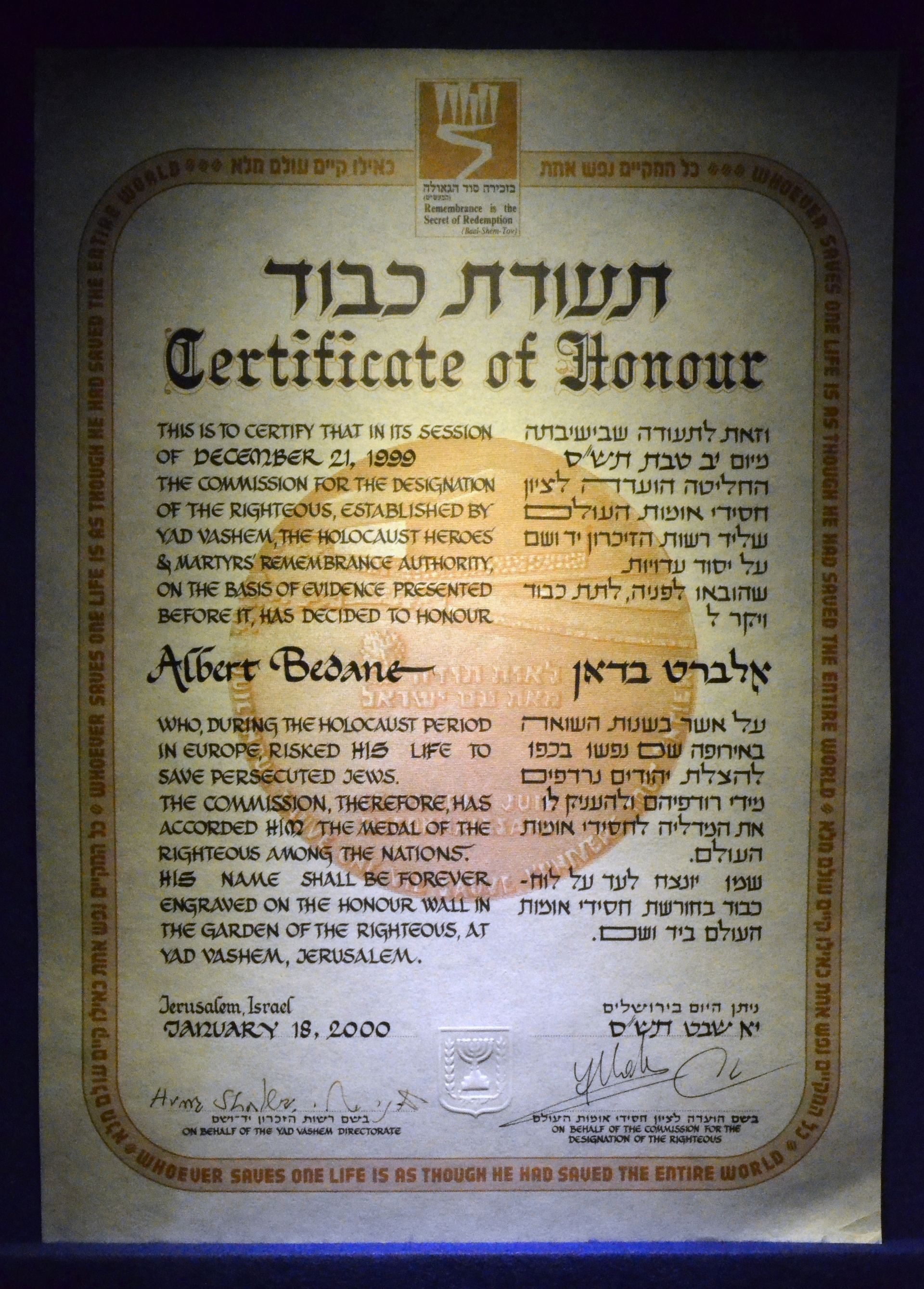
Il certificato di Giusto tra le nazioni.

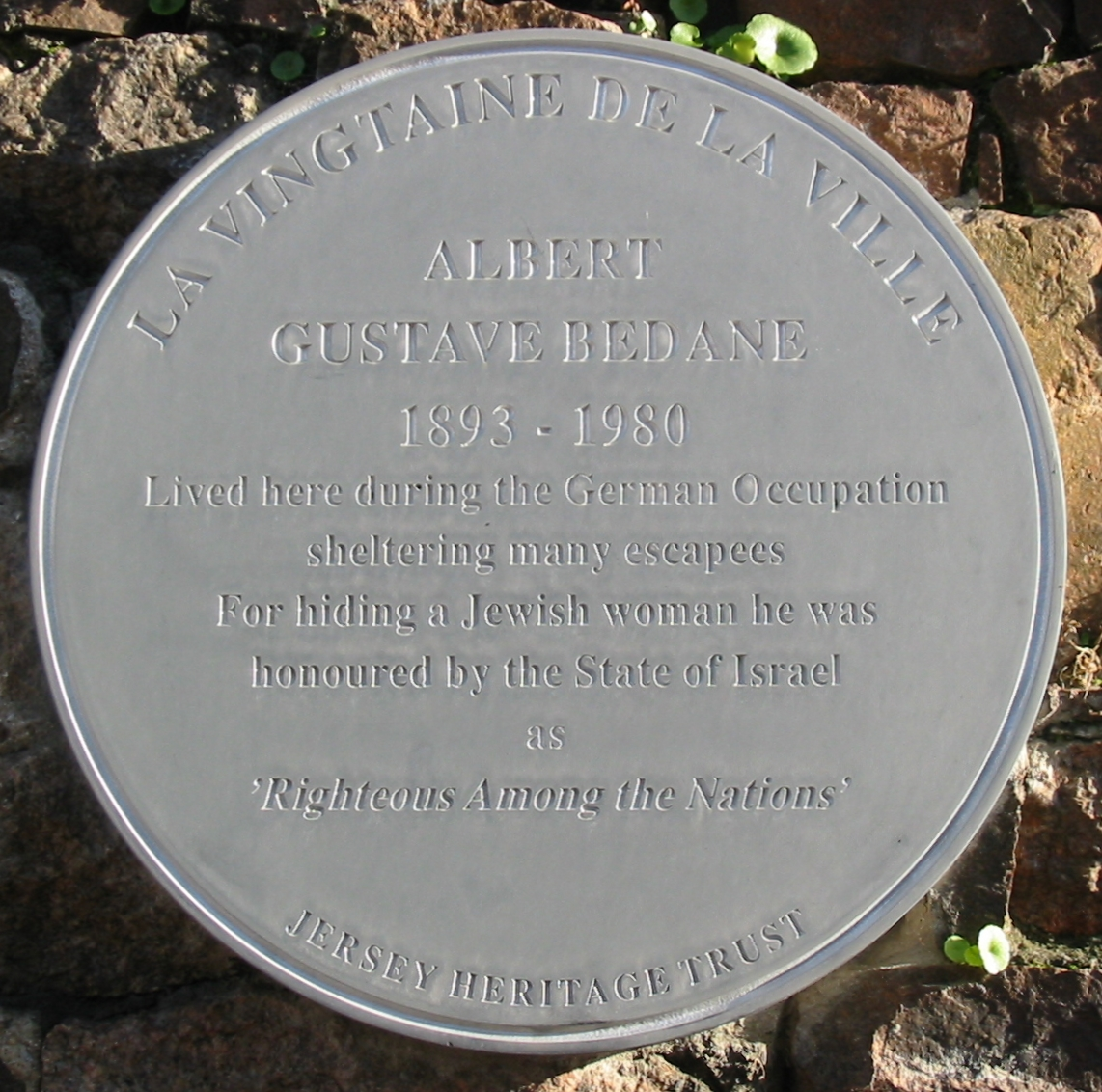
Targa posta nel luogo in cui Albert Bedane ha dato rifugio agli ebrei fuggitivi

Prestò servizio nell'esercito britannico dal 1917 al 1920, fu naturalizzato come britannico dalla Corte reale di Jersey nel 1921. Di professione fu massaggiatore e fisioterapista.
Nel 1966 il governo sovietico donò ad Albert Bedane (insieme ad altri attivisti della resistenza del Jersey che avevano aiutato e protetto gli schiavi sovietici fuggiti) un orologio d'oro. Il 4 gennaio 2000 Albert Bedane fu riconosciuto come Giusto tra le nazioni.
Una targa eretta dalla Vingtaine de la Ville segna il sito della casa dove ospitò i fuggitivi a Saint Helier.
Nel 2004 la BBC South West ha lanciato un sondaggio del pubblico per eleggere il South West Heroes. Le quattro nomination dal Jersey, che rientra nella regione di trasmissione del South West della BBC, sono state per Gerald Durrell, Sir Walter Ralegh, Billy Butlin e Albert Bedane.
Nel 2010, è stato nominato postumo dal governo britannico come un eroe britannico dell'Olocausto.